# 長岡半太郎

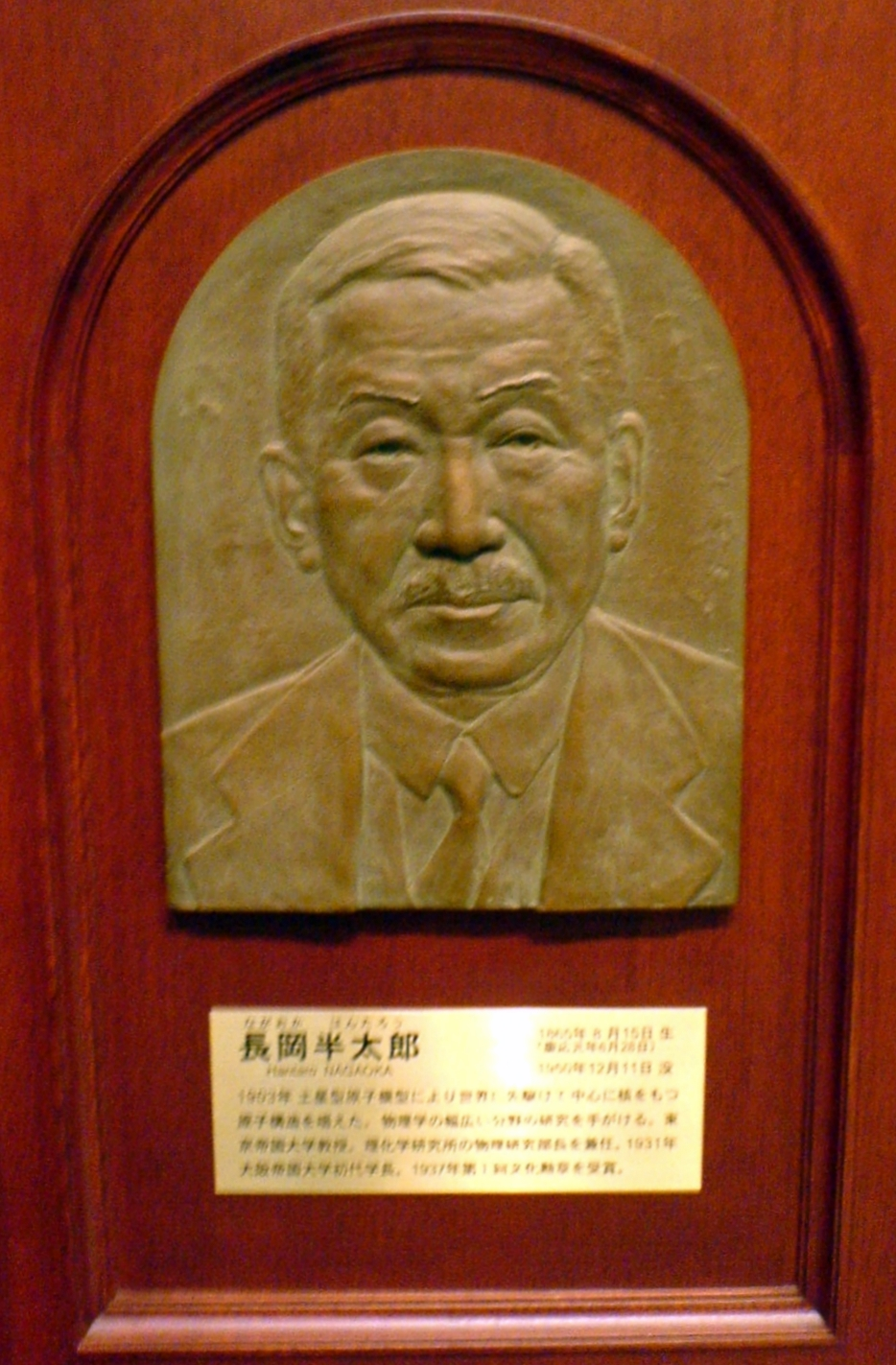
国立科学博物館のレリーフ

長岡 半太郎（ながおか はんたろう、1865年8月19日〈慶応元年6月28日〉 - 1950年〈昭和25年〉12月11日）は、日本の物理学者。
土星型原子モデル提唱などの理化学の向上に貢献した。また、東京帝国大学教授として多くの学生を指導し、初代大阪帝国大学総長や帝国学士院院長などの要職も歴任した。
1937年（昭和12年）、第一回文化勲章受章。正三位勲一等旭日大綬章追贈。
本多光太郎、鈴木梅太郎と共に理研の三太郎と称される。

## 生涯

### 幼少期と学生時代
肥前国大村藩（現・長崎県大村市）で大村藩藩士長岡治三郎の一人息子として生まれ、幼少期には大村藩藩校五教館（長崎県立大村高等学校の前身）で学んだ。
長岡家は1874年（明治7年）に上京し、半太郎は本郷区湯島小学校に入学。小学校では成績が悪かった方で、落第したこともあった。共立学校（現：開成中学校・高等学校）から東京英語学校（東京大学予備門）に進学。父治三郎の転勤などに伴い、大阪英語学校（大阪専門学校）に転校後、東京大学予備門に再入学している。
1882年（明治15年）9月に東京大学理学部（1886年から帝国大学理科大学）に進学。在学中、1年休学している。休学中は、東洋人（日本人）に欧米人に劣らない独創的見識があるのかについて悩み、漢学の道に進むことも考えていた。物理学科に進んでからは、教授山川健次郎や助教授田中舘愛橘、イギリス人教師ノットのもとで学んでいる。

### 東京帝国大学教授
1887年（明治20年）に大学院に進学後、そのまま大学に残り1890年（明治23年）に助教授就任。
1890年9月、磁気歪を研究してニッケル線に圧と捩りを与えると反磁性化することを確定した。1892年7月25日、田中館愛橘と長岡は「濃尾地震に伴ふ等磁力線の変位」を発表。1902年8月4日、長岡と本多光太郎は「鋼、Ni、Co、Ni鋼の磁歪」を発表。
1893年（明治26年）から1896年（明治29年）にかけドイツ帝国に留学し、ルートヴィッヒ・ボルツマンのもとで学ぶ。帰国後、教授に就任。以来、1926年（大正15年）に60歳で定年退職するまで東京帝国大学（1897年に帝国大学から改名）教授を勤めた。

### 要職の歴任
東京帝国大学教授を定年退職したあとも理化学研究所主任研究員として研究を続ける一方で、次の要職を歴任した。
- 1931年-1934年 初代大阪帝国大学総長
- 1934年-1947年 貴族院議員（帝国学士院会員議員）
- 1939年-1947年 日本学術振興会理事長
- 1939年-1948年 第13代帝国学士院院長

その間、1937年に第一回文化勲章を受章している。
長岡は1939年（昭和14年）、スウェーデンのノーベル委員会に湯川秀樹への授賞を推薦している。この推薦は第二次世界大戦を挟んだ10年後の1949年（昭和24年）に実り、湯川は中間子理論が認められて日本人初のノーベル賞（物理学賞）を受賞した。

### 家族
1892年（明治25年）に箕作麟祥の三女・操子と結婚し、3男1女をもうけた。長男治男は理化学研究所理事長、次男正男は日本光学工業社長を勤め、長女は半太郎の弟子岡谷辰治と結婚した。半太郎の孫の長岡延子はピアニストとして将来を嘱望されたが、東京大空襲で死亡している。また、延子の義妹の長岡純子（旧姓長松）もピアニスト。
妻・操子が1902年（明治35年）に亡くなるとまもなく、平川登代と再婚。登代との間には5男をもうけた。五男・嵯峨根遼吉は実験物理学者、八男・長岡振吉は、工作機械技術者（オークマ常務取締役、豊橋技術科学大学教授を歴任）。

### 最期
1950年12月11日、脳出血のため文京区西片町の自宅で死去。満85歳。死の当日も地球物理学の本を広げて研究を続けていた。本人の意思により、葬儀は神式にも仏式によらず同月16日に行われた。なお、死去に伴い昭和天皇から祭粢料を賜った。

## 業績
長岡は大学院時代から磁歪の実験研究に取り組み、並行して回折の数理物理学的な研究も行った。また、地震や地球物理学の研究にも携わり、地磁気の測量、流星による電波の散乱の報告などをしている。その後、研究の対象は原子構造論や分光学、水銀還金などに広がった。
1900年（明治33年）にフランス・パリで開催された万国物理学会には、アンリ・ポアンカレやキュリー夫妻（ピエール・キュリーとマリ・キュリー）、アンリ・ベクレルなどといった当時の有名物理学者とともに参加。磁歪の研究成果を報告している。
また、世界の物理学の最新情勢を日本に紹介する仕事も積極的に行なっている。1888年（明治21年）には、ハインリヒ・ヘルツの実験について特別講演を行い、紹介記事を執筆した。留学中の1895年には、ヴィルヘルム・レントゲンによるX線発見の報告を日本に送った。また、1922年（大正11年）にアルベルト・アインシュタインが来日し、日本中でアインシュタインブームが起こった際は、宮中にて相対性理論の講義を行なった。

### 土星型原子モデルの提唱

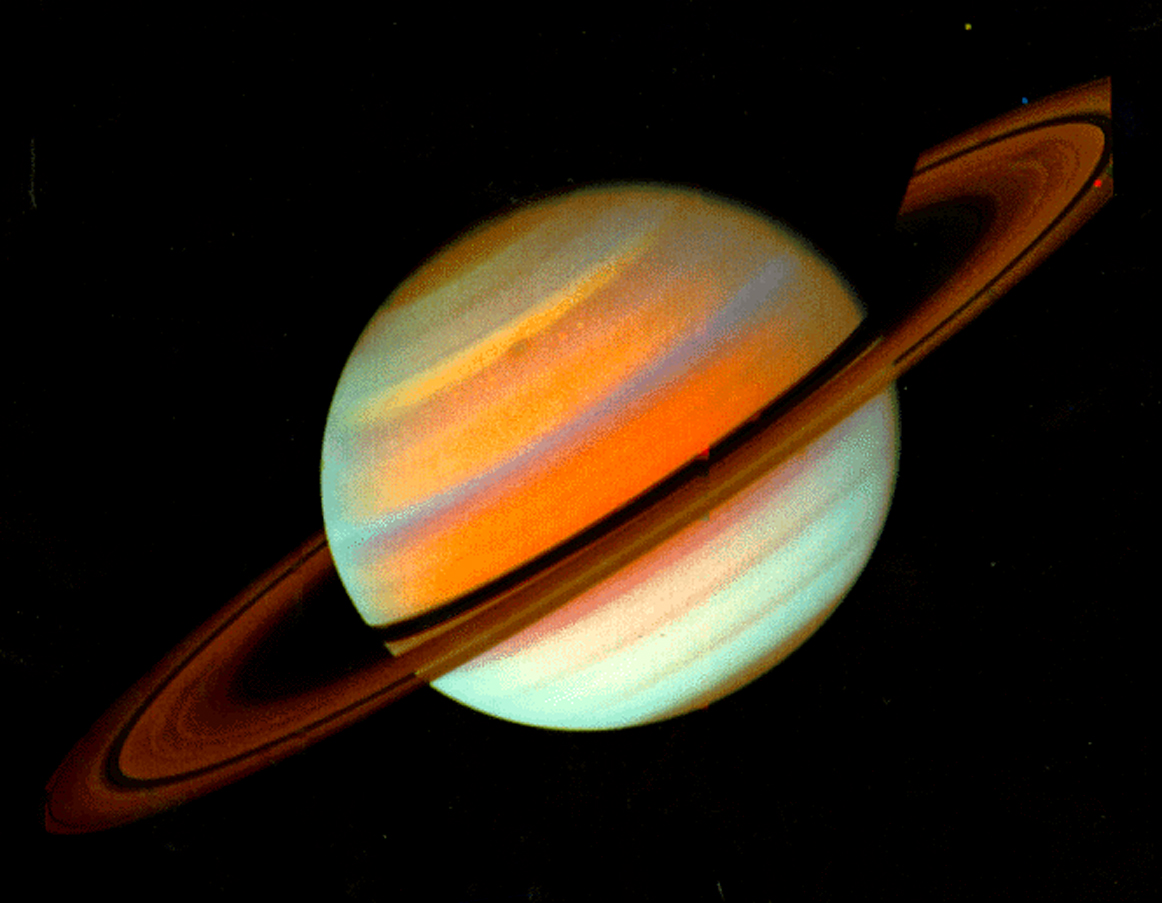
土星の画像。土星の輪は微小な天体の集合体が土星を公転しているものである事は当時すでに知られており、長岡は、土星本体に相当する原子核の周囲を数千個の電子が輪のように回っていると考えた。

1900年代初頭、原子が不可分の粒子ではなく、正電荷に帯電する粒子と負電荷に帯電する粒子の集まりであるらしいということが判明していた。当時著名な物理学者であった英国のジョゼフ・ジョン・トムソンは、1904年に、正に帯電した球の内部を負電荷の粒子が自由に運動しているという、ブドウパンのような原子モデルを提唱した。それに対して長岡は、同じく1904年（明治37年）に、中央に正電荷を帯びた原子核があり、その周りを負電荷を帯びた電子がリング状に回っている土星型の原子モデルを発表した。原子核の周りを電子が回っている原子模型は、長岡より2年前にジャン・ペランも提唱していたが定性的なものであり、長岡の論文はマクスウェルの土星の環の安定性についての研究に影響を受けた、より精巧なものだった。
長岡のモデルにおいては、中心に重くて電荷の大きい核があり、その周りに数千～数万個の電子が回っていると仮定をすることで、原子はある程度の安定性を得られたが、最終的には電子が電磁波を放射してエネルギーを失って核と合体してしまう懸念点があり、当初はあまり注目されなかった。また原子のスペクトル線を説明できるとしたが、実験とは上手く合わなかった。
しかし1911年、アーネスト・ラザフォードがα線の散乱実験を行い、原子核を発見（→ラザフォード散乱）。この実験結果に基づいてラザフォードの原子模型を発表した。これは原子核があり、その周りを電子が回っているという点は、長岡の土星模型と似たものであった。
原子核の周りを回る電子の問題については、ニールス・ボーアによる1913年のボーアの原子模型で、ある規則にもとづく場合に安定して電子が存在していることが仮定された。「どうして加速度運動をしているのに、電磁波を放射してエネルギーを失わないのか」については、前期量子論（ボーアの原子模型もこれに含まれる）を経て、量子論に至って電子は「点のようなもの」ではない、とする事で最終的に結論された。

### 長岡係数の提唱
1909年5月6日、電気工学において、有限長ソレノイド（コイル）のインダクタンスを求めるための係数、長岡係数を発表した。
ケンブリッジ大学は長岡の業績をたたえて緋色のガウンが伴う名誉理学博士の称号を贈った。

### 水銀還金
1924年9月20日に発表された水銀を金に変えることを可能にする夢の研究である。水銀は原子番号80、金は原子番号79であるから、「水素元子」（陽子）1個を除去すると金が得られるとし、水銀の「核を攪乱」したところ金が見つかったとされる。長岡は原子を改変して原子の理解を深めることを目的としていたが、水銀から金を作る研究は部分的な応用例であった。しかし、理化学研究所の広報が報道をあつめて発表し、この研究は資源の少ない日本に多大な恩恵をもたらす「錬金術」であるとセンセーショナルに報じられた。しかしその後10年研究が続けられたが成果なく、誤りであったのだが、長岡半太郎は認めることはなかった。また他の学者も物理学の重鎮に対して批判をすることはなかった。
もっとも、1937年に文化勲章を受章した際には「還金術など大したものじゃない。原子構造に対する攻究や長岡式計算法、長岡・本多効果などが学界の役に立ったのだろう」と自己評価をしている。

### 主な弟子
長岡の東京帝国大学教授時代の主な弟子は、次のとおり。
- 本多光太郎 - 物理学者、冶金工学者。KS鋼の開発者。
- 日下部四郎太 - 地球物理学者。岩石や地震波の研究者。
- 愛知敬一 - 物理学者。若くして死去。
- 寺田寅彦 - 物理学者、エッセイストとしても知られる。
- 石原純 - 物理学者。歌人としても知られる。
- 岡谷辰治 - 物理学者、数学者。
- 仁科芳雄 - 物理学者。量子力学の研究、粒子加速器（サイクロトロン）製作等の業績を上げた。

長岡は土星型原子模型（長岡模型）を提唱したとき、保守的な先輩世代から、実証的でない長岡模型の研究をやめるように言われた。長岡は後に、やめたことを悔やむ。
仁科はコペンハーゲン学派（ニールス・ボーアらが中心）の自由な学風を日本に持ち帰り、仁科と交流のあった朝永振一郎や、坂田昌一はその学風を受け継ぐ。
なお、朝永の父朝永三十郎は同じ大村市出身ということで、長岡とは旧知の仲であった（幼少期の実家は、隣家）。その他、長岡の助手をつとめた清水荘平（東京理科大学出身）は、後に北辰電機製作所（後に横河電機製作所と合併し、横河北辰電機となり、現在は横河電機として存続）を創業している。ほか、のちに長岡の後任となった大阪帝国大学二代総長楠本長三郎は、旧制大村中学校（長崎県立大村高等学校の前身）で朝永三十郎と同期であった。

### 東北帝国大学創立
1906年（明治39年）、東北帝国大学の設立が閣議決定されると、長岡はその教授人選を依頼された。その結果、長岡の弟子にあたる本多光太郎や日下部四郎太・愛知敬一・石原純が東北帝国大学教授となった。長岡自身も初代理科大学長として推薦されて本人も受諾する気であったものの、最終的には引き留められて東京帝国大学に残った。

### 大阪帝国大学創立
1931年に創立されて長岡が初代総長となった大阪帝国大学では、理学部長に真島利行 、物理学科の主任教授に八木秀次、教授に娘婿の岡谷辰治や長岡と同じく箕作一族から出た菊池正士（長岡の先妻・操子は菊池の又従姉にあたる）らを任命した。また、湯川秀樹は講師として一時岡谷研究室に所属した。

## 栄典
位階
- 1891年（明治24年）12月21日 - 従七位[21]
- 1896年（明治29年）10月30日 - 正七位[22]
- 1905年（明治38年）8月30日 - 正五位[23]
- 1915年（大正4年）12月10日 - 正四位[24]

勲章等
- 1906年（明治39年）6月30日 - 勲四等瑞宝章[25]
- 1910年（明治43年）6月24日 - 勲三等瑞宝章[26]
- 1928年（昭和3年）11月10日 - 勲二等旭日重光章[27]
- 1932年（昭和7年）7月9日 - 勲一等瑞宝章[28]
- 1937年（昭和12年）4月28日 - 文化勲章[29]

## 著作

### 著書
- 『ラヂウムと電気物質観』大日本図書〈物理学叢書 第1編〉、1906年。
- 『田園銷夏漫録並に震後雑感』岩波書店、1924年。
- 『随筆』改造社、1936年。
- 『原子力時代の曙』朝日新聞社、1951年。
  - 『長岡半太郎：原子力時代の曙』日本図書センター〈人間の記録 83〉、1999年2月。ISBN 4820543296。ISBN 978-4820543299。

### 講述
- 『現今の電気学』弘道館〈通俗学芸文庫 第1編〉、1912年。

### 校閲
- ジョン・フレミング 著、佐藤政資 訳『ヘルツ波無線電信』長岡半太郎 校閲、裳華房、1906年。